# Casarana
Casarana es un caserío peruano ubicado en el distrito de Tambogrande, perteneciente a la provincia y departamento de Piura, al norte del Perú. 

## Ubicación
Casarana se ubica al este de la provincia de Piura, en el distrito de Tambogrande, en el departamento de Piura.

## Demografía
En 2017 Casarana tenía una población de 221 habitantes.
| Gráfica de evolución demográfica de Casarana entre 1993 y 2017 |
|                                                                |
| Fuentes: Población 1993 y 2017                                 |